# To Sir with Love (bài hát)
"To Sir with Love" là ca khúc chủ đề của bộ phim ra mắt năm 1967 To Sir, with Love của James Clavell. Bài hát do Lulu trình bày, và được Don Black và Mark London (chồng của người quản lý lâu năm của Lulu Marion Massey) sáng tác. Mickie Most phụ trách sản xuất cho ca khúc, trong khi Mike Leander hòa âm và chỉ đạo dàn nhạc. Bài hát đạt vị trí số 1 trên các bảng xếp hạng thu âm của Hoa Kỳ và trở thành bài hát bán chạy nhất năm 1967 tại quốc gia này.

## Diễn biến xếp hạng
"To Sir With Love" vốn được thu âm bởi Lulu (cùng với The Mindbenders, một nhóm nhạc cũng tham gia diễn xuất trong phim). Ca khúc được phát hành thành đĩa đơn Hoa Kỳ vào năm 1967. Ca khúc đạt vị trí quán quân trên bảng xếp hạng Billboard Hot 100 vào tháng 10 cùng năm và giữ vị trí này trong năm tuần. Đĩa đơn được xếp ở vị trí số 1 trên bảng xếp hạng cuối năm 1967 của Billboard, mặc dù "I'm a Believer" của The Monkees phát hành vào tháng 12 năm 1966 và chủ yếu hiện diện trên bảng xếp hạng trong suốt năm 1967 lại đạt được thành công lớn hơn về mặt tổng thể. ("I'm a Believer" đạt vị trí thứ 5 trên bảng xếp hạng cuối năm của cùng năm.) Đĩa đơn được RIAA chứng nhận Vàng.
Tạp chí RPM của Canada xếp bài hát ở vị trí thứ hai trên bảng xếp hạng cuối năm 1967. "To Sir with Love" không xuất hiện trên bảng xếp hạng tại Anh Quốc do chỉ là ca khúc ở mặt B của đĩa đơn "Let's Pretend" (phát hành tại Anh vào ngày 23 tháng 6 năm 1967). Đĩa đơn này đạt vị trí thứ 11 trên bảng xếp hạng UK Singles Chart.

## Xếp hạng
| Bảng xếp hạng (1967–68)  | Vị trí cao nhất |
| ------------------------ | --------------- |
| Úc (KMR)                 | 18              |
| Canada (RPM Top Singles) | 1               |
| New Zealand (ONZMC)      | 12              |
| Anh Quốc (OCC)           | 11              |
| Hoa Kỳ Billboard Hot 100 | 1               |
| Hoa Kỳ Cash Box Top 100  | 1               |

| Bảng xếp hạng (1967)     | Vị trí |
| ------------------------ | ------ |
| Canada (RPM)             | 2      |
| Hoa Kỳ Billboard Hot 100 | 1      |
| Hoa Kỳ Cash Box Top 100  | 5      |

| Bảng xếp hạng (2018)     | Vị trí |
| ------------------------ | ------ |
| Hoa Kỳ Billboard Hot 100 | 222    |